# Murmures dans les rugissants
Pour plus de détails, voir Fiche technique et Distribution.
Murmures dans les rugissants, réalisé par Lauren Ransan, est un documentaire de terrain sur le patrimoine historique très difficile d'accès des îles subantarctiques françaises.

## Synopsis
Entre les quarantièmes rugissants et les cinquantièmes hurlants au sud de l’océan Indien, existent les îles froides et inhospitalières. Des terres insoumises où l’on ne fait que passer, le sifflement des vents y est incessant. Mais si le voyageur de ces îles extrêmes tend bien l’oreille, il pourra alors entendre des murmures, qui lui susurreront la singularité de ces terres et de ceux qui l’ont frôlé.

## Fiche technique
- Écriture, réalisation et montage : Lauren Ransan
- Année : 2015
- Durée : 52 minutes
- Diffuseurs : France TV, OI Film, Air Austral
- Prise de son et écriture des commentaires : Sophie Louÿs
- Voix off : Muriel Benard
- Musique originale : Samuel Melade
- Étalonnage et mixage son : Abel Vaccaro

## Genèse du film
Ce film a été réalisé à l'occasion du 60e anniversaire des TAAF, qui ont permis exceptionnellement l'accès aux sites patrimoniaux en zones de réserves naturelles et de protection intégrale où l'activité humaine y est interdite.
L'équipe de réalisation a embarqué sur le Marion Dufresne, seul navire ravitailleur permettant l'accès aux îles subantarctiques françaises. La traversée a parcouru l'océan Austral pour se rendre sur les sites patrimoniaux des Îles Crozet, Kerguelen, Saint-Paul et Amsterdam, territoires classés au patrimoine mondial de l'UNESCO.
L'accès au subantarctique étant complexe et très restreint, ce documentaire a pour vocation de faire connaitre le patrimoine historique des TAAF et sensibiliser le grand public à sa fragilité.

## Des sites liés aux tentatives de colonisation
Ce documentaire met en image les sites historiques liés aux tentatives de colonisation par la chasse, l'élevage et l'industrialisation de ces territoires du XVIIIe au XXe siècle.
À Crozet, le film évoque la chasse traditionnelle de la baleine et des phoques par l'étude des vestiges de la Vallée des Phoquiers. Il aborde les tentatives d'industrialisation de la chasse à la baleine à Port-Jeanne-d'Arc, d'élevage de moutons à Port-Couvreux aux Kerguelen, et d'élevage bovin sur l'Île d'Amsterdam.
L'histoire des Oubliés de l'Île Saint-Paul et celle de naufragés anonymes sont également évoquées par l'étude des vestiges de l'usine de conserveries de langoustes et des pierres gravées à Saint-Paul et Amsterdam.
Murmures dans les rugissants aborde l'histoire les missions scientifiques dans la Baie de l'Observatoire et sur l'Île Saint-Paul aux XIXe siècle, ainsi que la création des bases scientifiques et militaires au XXe siècle sur les Îles Crozet, Kerguelen et Amsterdam.

## Diffusion

### Télévision, VOD et Inflight
Ce documentaire a d'abord connu une diffusion institutionnelle et en VOD sur OI Film, plateforme spécialisée dans les films d'auteurs de l'océan Indien.
En 2021, il est sélectionné et diffusé en inflight à bord d'Air Austral sur tous ses longs-courriers.
Toujours en 2021, il est acheté par France TV et diffusé sur son réseau, notamment Réunion Première 

### Un support de sensibilisation et de pédagogie
Ce documentaire est diffusé dans plusieurs festivals et conférences sur l'histoire des explorateurs et le patrimoine historique, tel que le Festival international du film d'Amiens pour le 250e anniversaire de la découverte de l'archipel Kerguelen,.
Murmures dans les rugissants est régulièrement utilisé comme support pédagogique et de communication par les institutions, lors de la Fête de la nature et des Journées Nationales de l'Archéologie,.
En 2022, il est projeté au cinéma Orson-Welles à l’occasion du 125e anniversaire de la publication Le Sphinx des Glaces et en préambule de la conférence de Daniel Compère, spécialiste de Jules Verne et maître de conférences à l'Université Sorbonne Nouvelle - Paris 3 .